# Abdulla Abatsiyev
Abdulla Alxazoviç Abatsiyev (Vladikavkaz, 16 agosto 1993) è un ex calciatore azero, di ruolo centrocampista.

## Carriera

### Club
Ha giocato nella massima serie del campionato azero con Sumgayit e Inter Baku.

### Nazionale
Ha esordito con la Nazionale maggiore azera il 27 maggio 2014 nell'amichevole persa contro gli Stati Uniti per 2-0.

## Statistiche

### Cronologia presenze e reti in nazionale
| Cronologia completa delle presenze e delle reti in nazionale ― Azerbaigian | Cronologia completa delle presenze e delle reti in nazionale ― Azerbaigian | Cronologia completa delle presenze e delle reti in nazionale ― Azerbaigian | Cronologia completa delle presenze e delle reti in nazionale ― Azerbaigian | Cronologia completa delle presenze e delle reti in nazionale ― Azerbaigian | Cronologia completa delle presenze e delle reti in nazionale ― Azerbaigian | Cronologia completa delle presenze e delle reti in nazionale ― Azerbaigian | Cronologia completa delle presenze e delle reti in nazionale ― Azerbaigian |
| Data                                                                       | Città                                                                      | In casa                                                                    | Risultato                                                                  | Ospiti                                                                     | Competizione                                                               | Reti                                                                       | Note                                                                       |
| -------------------------------------------------------------------------- | -------------------------------------------------------------------------- | -------------------------------------------------------------------------- | -------------------------------------------------------------------------- | -------------------------------------------------------------------------- | -------------------------------------------------------------------------- | -------------------------------------------------------------------------- | -------------------------------------------------------------------------- |
| 17-5-2014                                                                  | San Francisco                                                              | Stati Uniti                                                                | 2 – 0                                                                      | Azerbaigian                                                                | Amichevole                                                                 | -                                                                          | 71’                                                                        |
| Totale                                                                     |                                                                            | Presenze                                                                   | 1                                                                          |                                                                            | Reti                                                                       | 0                                                                          |                                                                            |